# Rebelstar Raiders
Rebelstar Raiders est un jeu vidéo de tactique au tour par tour créé par Julian Gollop et publié par Red Shift Ltd en 1984 sur ZX Spectrum. Conçu et programmé par Julian Gollop, le jeu s’inspire du jeu de société Sniper, dont il reprend les concepts de base, et se déroule dans un univers de science-fiction. Les joueurs y contrôlent une escouade de mercenaires, dirigée par le caporal Jonlan, au cours de trois scénarios, le premier décrivant l’attaque d’une base lunaire défendue par des robots. Le jeu est dépourvu de mode solo et propose des graphismes assez pauvres mais, en se focalisant sur la gestion d’une escouade, dans ce qui est généralement décrit comme un jeu de tactique, il propose une approche inédite du genre.
Son système de jeu sera perfectionné par Julian Gollop dans les jeux Rebelstar (1986) et Rebelstar II (1988) puis dans la série X-COM,.